# Chelonus suturalis
Chelonus suturalis är en stekelart som beskrevs av Mccomb 1968. Chelonus suturalis ingår i släktet Chelonus och familjen bracksteklar. Inga underarter finns listade i Catalogue of Life.